# ایل ذوالقدر
ایل ذوالقدر یکی از ۷ ایل اصلی تُرکمان قزلباش بود. ایل ذوالقدر پیش از مهاجرت از آناتولی و پیوستن به ارتش قزلباش حکومت ذوالقدریان را در آناتولی تأسیس کردند. همچنین این ایل از زیرشاخه‌های ایل بیات از ایلات ۲۴گانه اوغوز است. ایل ذوالقدر در دوران شاه اسماعیل صفوی همراه با شش ایل بزرگ تُرکمان (ایل افشار، ایل شاملو، ایل استاجلو، ایل تکلو، ایل روملو و ایل قاجار) از آناتولی عثمانی به ایران آمدند و پایه‌های شاهنشاهی صفوی را بنیاد گذاردند.

## تاریخ

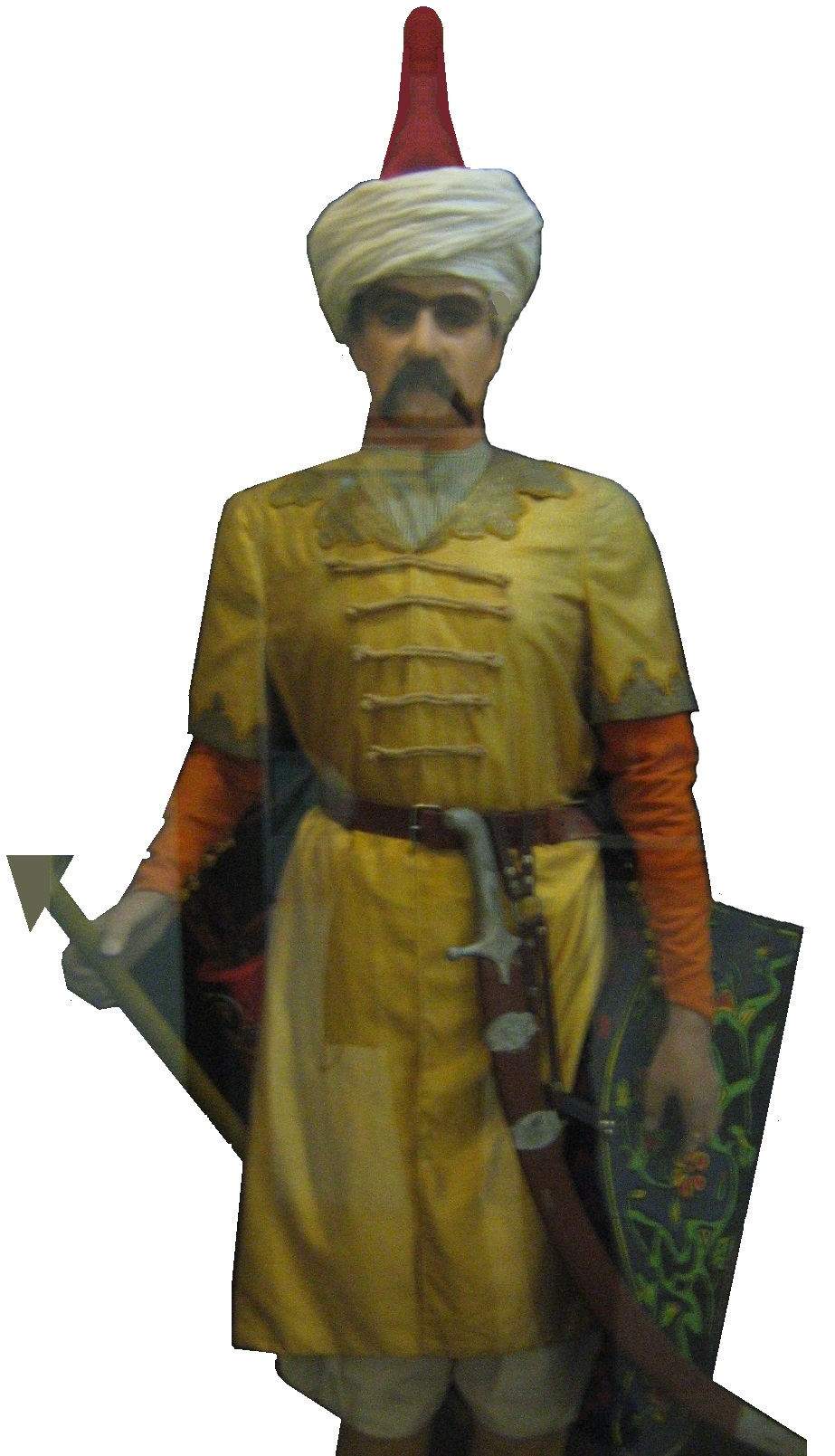
جنگجوی قزلباش (کاخ سعدآباد)

مهم‌ترین قبایل قزلباش عبارت بودند از ایل افشار، ایل قاجار، ایل شاملو، ایل تکلو، ایل ذوالقدر، ایل روملو و ایل استاجلو، که همگی از آناتولی و سوریه به ایران آمده بودند. هر دودمان به بخش گوناگونی از ایران مهاجرت کرد و رهبرانشان پس از فتح آن مناطق به حکومت آن دیار منصوب شدند؛ بنابراین استاجلوها در آذربایجان و بخشی در عراق عجم و کرمان اقامت کردند؛ فارس در کنترل «ایل ذوالقدر» قرار گرفت، طایفه قهرمانلو در شیروان و ایل شاملو در خراسان اقامت نمود، و ایل تکلو حکمرانی اصفهان، همدان و بخش‌هایی از عراق عجم را گرفت؛ ایل افشار کهگیلویه و خوزستان را داشت و بغداد در کنترل طایفهٔ ماوشلو قبیله‌ای کوچک‌تر و منشعب از آق‌قویونلوها بود. در واقع، مهاجرت قبایل تُرک از آناتولی و سوریه به ایران، که مربوط به قرن چهاردهم است، در به قدرت رسیدن صفویه و ماندگاری آن‌ها به عنوان یک سلسله سیاسی کمک زیادی کرد.

## طوایف ایل ذوالقدر
ایل ذوالقدر متشکل از طوایف زیر است:
سوکلان
شمس‌الدین‌لو
حاجیلر
قرغلو

## زبان
ایل ذوالقدر بسته به محل سکونت خود به لهجه‌های گوناگونی از زبان ترکی تکلم می‌کنند. برای مثال حاجیلرهای ساکن ترکمن‌صحرا به گویشی از زبان ترکی خرسانی (ترکی قزلباش) سخن می‌گویند. یا ذوالقدرهای ساکن آذربایجان به لهجه‌ای ازترکی آذری سخن می‌گویند.
البته ذوالقدرهای ساکن استان فارس متأثر از سکونت بلندمدتشان در این منطقه و همزیستی با سایر اقوام، امروزه به زبان فارسی صحبت می‌کنند.

## سکونتگاه
ایل ذوالقدر در داخل ایران بیشتر در استان فارس ساکن هستند؛ چرا که از نظر تاریخی در دورهٔ صفوی حکومت ایالت فارس در اختیار آنان بود. در دوره‌های بعد، حکومت آن‌ها به نواحی جهرم و فسا محدود شد و این رو افراد خاندان ذوالقدر اکنون بیشتر در شیراز و جهرم و فسا ساکن هستند. در مناطق مختلف آذربایجان مانند استان زنجان نیز می‌توان حضور ایل ذوالقدر را در کنار سایر طوایف قزلباش مشاهده کرد. در سایر نقاط ایران نیز حضور ایل ذوالقدر مشاهده می‌شود؛ به عنوان مثال در توابع ازنا در استان لرستان، روستایی به نام ذوالقدر وجود دارد. در کشور ترکیه امروزی نیز در نواحی مختلف و با تمرکز بیشتر در استان قهرمان‌مرعش و شهر البستان که روزگاری پایتخت حکومت ذوالقدریه بوده‌است، افرادی از ایل ذوالقدر ساکن هستند و آثار تاریخی بسیاری از دوران حکومت ایل ذوالقدر (که به ذوالقدریان مشهور بوده‌اند) بر آن مناطق وجود دارد. گردهمایی‌های سالانه‌ای نیز از سمت افراد این ایل در آن مناطق برگزار می‌شود.

## افراد سرشناس
یعقوب‌بیگ ذوالقدر (۱۵۹۲–۱۵۸۷) - حاکم فارس در زمان شاه عباس صفوی
محمد خان ذوالقدر (۱۵۷۰) - فرمانده صفوی و سپس عثمانی، اولین بیگلربیگ ایالت ارزروم
زین‌الدین قاراجه بیگ ذوالقدر - (۱۳۵۳–۱۳۳۴) - مؤسس دودمان ذوالقدریان
سولو بیگ ذوالقدر - یکی از حکام ذوالقدریان
علاءالدوله بزقورد بیگ (۱۵۱۵–۱۴۷۹) - یکی از حکام ذوالقدریان
ملک ارسالان بیگ ذوالقدر (۱۴۶۶–۱۴۵۴) - یکی از حکام ذوالقدریان
علی بیگ ذوالقدر (۱۵۲۲–۱۵۱۵) - یکی از حکام ذوالقدریان
شاهرخ‌خان ذوالقدر (۱۵۸۶-؟) - سرکرده قزلباش
ملک مظفر شاهسوار بیگ ذوالقدر - یکی از حکام ذوالقدریان
شهاب‌الدین بیگ ذوالقدر - (۱۴۷۳–۱۴۷۲)(۱۴۶۸–۱۴۶۵) یکی از حکام ذوالقدریان
سلیمان بیگ ذوالقدر - یکی از حکام ذوالقدریان
غازی‌بیگ ذوالقدر - یکی از امرای طایفه ذوالقدر
ولی سلطان قلخانچی اوغلی ذوالقدر - از امرای قزلباش
محمدحسن خان ذوالقدر- حاکم جهرم، که فرد بسیار خیّری بوده و به قولی مسجد و مدرسهٔ خان در جهرم توسط وی بنا شده‌است. از دیگر کارهای وی می‌توان به ساخت حصار دور شهر، چهارسوی بازار، کاروانسرای گلشن و چندین باغ از جمله باغ گلشن، آب انبار و تعمیر کاروانسرای مخمک اشاره کرد.
نصیرالدین محمد بیگ ذوالقدر - یکی از حکام ذوالقدریان
خلیل بیگ ذوالقدر - یکی از حکام ذوالقدریان
علی‌بیگ ذوالقدر - از امیران قزلباش - حاکم شیراز در زمان صفویان
میرزا علی‌اکبر خان ذوالقدر - متخلص به مؤتمن‌الدیوان (کفیل) از مبارزان و مشروطه‌خواهان نامدار
حبیب‌الله خان ذوالقدر- شاعر متخلص به تابناک و از یاران نزدیک محمد مصدق
احمد خان ذوالقدر رئیس دادگستری و نویسنده
صحیفی جوهری (ذوالقدر) - شاعر/خطاط
میمنت میرصادقی (ذوالقدر) - شاعر
محمدتقی ذوالقدر - نمایندهٔ مجلس شورای ملی
محمدباقر ذوالقدر - سیاستمدار